# Aeroporto Internacional de Las Vegas
O Aeroporto Internacional de Las Vegas (LAS) ou Aeroporto Internacional Harry Reid (em inglês:  Harry Reid International Airport) é um aeroporto internacional em Paradise, em Nevada, e que serve principalmente à cidade de Las Vegas. Ele fica a 08 km do centro de Las Vegas. É hub das companhias Southwest Airlines e Allegiant Air.
Em 2019 foi 21º aeroporto mais movimentado do mundo, transportando 26.964.150 passageiros e o 15º em termos de movimentações de aviões com 894.784 aterrissagens e decolagens de aviões.